# Eduard Kessel
Eduard Kessel (* 21. listopadu 1944, Spišská Teplica) je bývalý československý fotbalista, obránce.

## Fotbalová kariéra
V československé lize hrál v letech 1968–1972 za Spartu Praha. V nižších soutěžích hrál za Duklu Holešov, Baník Lubeník, LB Spišská Nová Ves a TJ Gottwaldov.

## Ligová bilance
| Ročník                                   | Zápasy | Góly | Klub          |
| ---------------------------------------- | ------ | ---- | ------------- |
| 1. československá fotbalová liga 1968/69 | 2      | 0    | Sparta Praha  |
| 1. československá fotbalová liga 1969/70 | 28     | 1    | Sparta Praha  |
| 1. československá fotbalová liga 1970/71 | 23     | 1    | Sparta Praha  |
| 1. československá fotbalová liga 1971/72 | 6      | 0    | Sparta Praha  |
| 2. československá fotbalová liga 1972/73 | -      | -    | TJ Gottwaldov |
| CELKEM                                   | 59     | 2    |               |